# Marcus Licinius Crassus Frugi (consul en 64)
 (octobre 2023).
La mise en forme du texte ne suit pas les recommandations de Wikipédia : il faut le « wikifier ».
Les points d'amélioration suivants sont les cas les plus fréquents. Le détail des points à revoir est peut-être précisé sur la page de discussion.
- Les titres sont pré-formatés par le logiciel. Ils ne sont ni en capitales, ni en gras.
- Le texte ne doit pas être écrit en capitales (les noms de famille non plus), ni en gras, ni en italique, ni en « petit »…
- Le gras n'est utilisé que pour surligner le titre de l'article dans l'introduction, une seule fois.
- L'italique est rarement utilisé : mots en langue étrangère, titres d'œuvres, noms de bateaux, etc.
- Les citations ne sont pas en italique mais en corps de texte normal. Elles sont entourées par des guillemets français : « et ».
- Les listes à puces sont à éviter, des paragraphes rédigés étant largement préférés. Les tableaux sont à réserver à la présentation de données structurées (résultats, etc.).
- Les appels de note de bas de page (petits chiffres en exposant, introduits par l'outil «  Source ») sont à placer entre la fin de phrase et le point final[comme ça].
- Les liens internes (vers d'autres articles de Wikipédia) sont à choisir avec parcimonie. Créez des liens vers des articles approfondissant le sujet. Les termes génériques sans rapport avec le sujet sont à éviter, ainsi que les répétitions de liens vers un même terme.
- Les liens externes sont à placer uniquement dans une section « Liens externes », à la fin de l'article. Ces liens sont à choisir avec parcimonie suivant les règles définies. Si un lien sert de source à l'article, son insertion dans le texte est à faire par les notes de bas de page.
- La présentation des références doit suivre les conventions bibliographiques. Il est recommandé d'utiliser les modèles {{Ouvrage}}, {{Chapitre}}, {{Article}}, {{Lien web}} et/ou {{Bibliographie}}. Le mode d'édition visuel peut mettre en forme automatiquement les références.
- Insérer une infobox (cadre d'informations à droite) n'est pas obligatoire pour parachever la mise en page.

Pour une aide détaillée, merci de consulter Aide:Wikification.
Si vous pensez que ces points ont été résolus, vous pouvez retirer ce bandeau et améliorer la mise en forme d'un autre article.
Marcus Licinius Crassus Frugi, est un sénateur et un homme politique de l'Empire romain, il ne doit pas être confondu avec son père et son grand-père qui portent le même nom que lui.

## Biographie

### Famille
Il est le fils de Marcus Licinius Crassus Frugi, consul en 27, et de son épouse Scribonia.
Il épouse vers 50/5 Sulpicia Praetextata, fille de Quintus Sulpicius Camerinus, de cette union naissent quatre enfants :
- (Licinius) Scribonianus Camerinus, décédé en 70;
- Caius Calpurnius Crassus Frugi Licinianus, consul suffect en 87;
- (Licinia) Praetextata, vestale sous Domitien
- peut-être (Lucius Calpurnius Piso Frugi Licinianus), père de la vestale Calpurnia Praetextata[2].

### Carrière
En 64, il est consul ordinaire avec pour collègue Caius Laecanius Bassus. En 66 ou 67, il a été accusé par Marcus Aquilius Regulus d'aspirer au trône. Frugi sera exécuté peu de temps après. En janvier 70, Sulpicia Praetextata, sa veuve, et ses quatre enfants essayent de faire condamner Regulus, mais celui-ci grâce à son frère Vipstanus Messalla et à Domitien, qui recommande l'oubli aux sénateurs, parvient à ne pas être condamné.